# Ospedaletto d'Alpinolo
Ospedaletto d'Alpinolo là một đô thị (comune) thuộc tỉnh Avenllino trong vùng Campania của Ý. Ospedaletto d'Alpinolo có diện tích 5 km2, dân số là 1879 người (thời điểm ngày 1 tháng 5 năm 2009).